# 西欧

聯合國定義的西歐為圖淺藍色地區，普遍認為是西歐國家的英國和愛爾蘭在聯合國內卻被算作是北歐，而德國、瑞士、奧地利等中歐國家則被算作是西歐。

西欧（英語：Western Europe），指的是欧洲地理上的西半部，該地區的國家數量因語境而異。
“西欧”的概念在很長一段時間內都是“東欧”的对照語，最初模糊的適用於古代地中海世界（西欧即西羅馬帝國，东欧即東羅馬帝國），隨後是中世紀的基督教世界（西欧即天主教国家群，东欧即東正教国家群）。從15世紀的文藝復興和大航海時代開始，整個歐洲都可以稱為“西歐”，這個劃分法取代了原本的基督教劃分法。到了啟蒙時代和工業革命產生之後，“西歐”和“東歐”才開始和現代定義接近。
在地理意義中，歐洲西部是濒临大西洋的國家及其附屬岛屿之總稱，面积约500万平方公里，在這個範圍內的西歐國家均在大西洋的东岸，處於北纬35°～60°的北温带之內。

## 定義
西歐一般有以下幾種定義：
- 狹義：法国、荷兰、比利时、卢森堡這4國，無論在何種算法之下都是西歐國家。
- CIA定義：除狹義西歐四國外，加入英国、爱尔兰，以及西南歐的摩納哥，共7國，俗稱“西歐七國”，目前華人的地理及旅遊較為常用此種定義。
- 聯合國定義：除狹義西歐四國外，再加入德國、瑞士、奧地利和列支敦士登，共8國。
- 冷戰時定義：在1947年到1991年期，國際輿論將欧洲西半部的民主主義、资本主义或北約國家全體都叫作西欧，除CIA和聯合國定義的國家外，還可再加入意大利、西班牙、葡萄牙，共14國。
- 廣義：此概念在全世界的歷史學界中經常被混亂使用，例如東法蘭克王國、神聖羅馬帝國、萊茵邦聯等國被算成是西歐，但其實它們在地理上都屬於中歐。

## 歷史

### 古典時代及中世紀

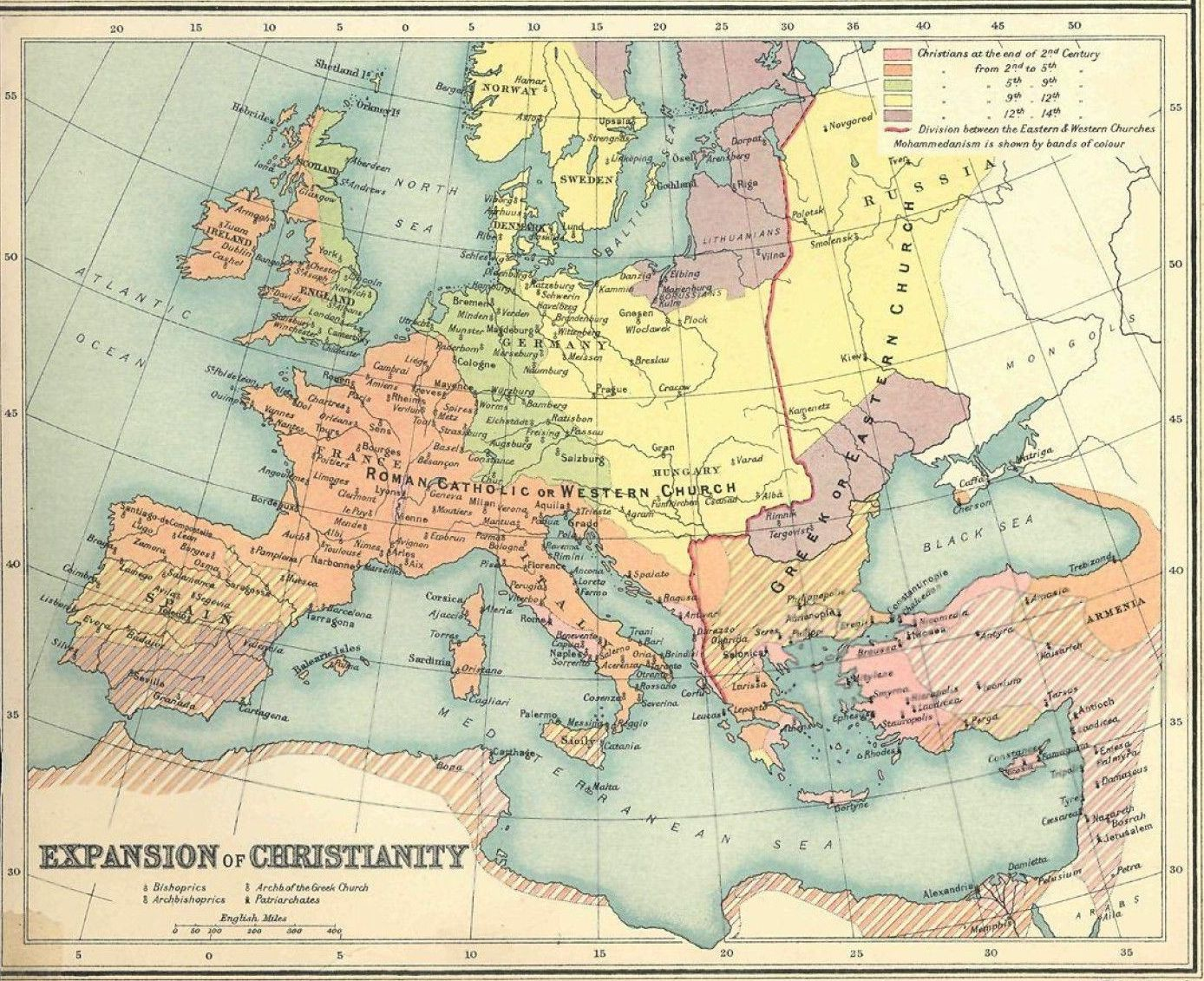
描述1054年的基督教大分裂的圖，當時的東西歐主要要以宗教信仰來劃分

在羅馬帝國征服歐洲大部份地區之前，西歐基本屬於拉坦诺文化。但隨著羅馬的擴張，在形成高度城市化的希臘文明的殖民地以及講希臘語的東部省份，和主要用拉丁語的西部地區之間出現了嚴重的文化分裂。這種分裂最終因為羅馬帝國自身的解體而得到加強。從舊羅馬帝國獨立出來的西羅馬帝國和東羅馬帝國分別用自己的語言同化了3世紀和5世紀之間的東西歐洲。
在古代晚期和中世紀，許多重大的歷史事件加劇了東西羅馬之間的分化。西羅馬帝國在中世紀早期就已經完全滅亡；相比之下，東羅馬帝國則更多的被稱為希臘帝國或拜占庭帝國，這個國家繼續倖存了1000年，甚至還經歷了幾次繁榮復甦。加洛林王朝的法蘭克王國取代了西羅馬帝國的地位，並信仰天主教，加洛林王朝的這一行為讓東西歐的宗教也完全分裂，羅馬天主教從此無法與東正教在教義上統一。
15世紀，信仰伊斯蘭教的奧斯曼土耳其帝國迅速征服了東正教的中心拜占庭帝國，讓東正教的勢力大為衰減。另一方面，神聖羅馬帝國和法國則取代了法蘭克王國，開始在西歐積極傳播天主教，這使得羅馬天主教的勢力繼續增強。
在東亞古代，對亞歐大陸的最西部並沒有一個確切的稱謂，中國人模糊的稱此為“太西”，日本人則稱為“Taisei（たいせい）”，直譯為“世界的最西端”。現代地理意義上的西歐，一開始在東亞被稱為“遠西（Far West）”，於中国明朝文獻中首次出现，其發明者是意大利耶穌會的牧師利瑪竇。他使用“遠西”作為“遠東”這個概念的對應物。在利瑪竇的著作中，利瑪竇經常稱自己為“遠西的瑪竇”。該術語在現代東亞是死語，於19世紀末和20世紀初在中國和日本流行了一段時間後就不再使用。

### 以宗教為劃分依據
1054年東西方基督教會分裂，基督教分為西方的羅馬天主教和東方的東正教。這種用宗教信仰把歐洲一分為二的劃分方式持續了非常久。西歐即受天主教管轄之區域，而東歐即受東正教管轄之區域。
不過，自16世紀宗教改革以來，西歐的天主教發生了二度分裂，即原本的天主教和改革而來的基督新教。既使到了現代，基督教依然是西歐最大的宗教，根據皮尤研究中心於2018年的一項研究，有高達71%的西歐人自認為是基督徒。
因此在歷史文獻中，經常能看到西歐和東歐與現代的地理現實完全不符，所以西歐也會包括信天主教和新教的全體國家，例如明顯不是歐洲西部的北歐、中歐國家，而東歐則包括信東正教和伊斯蘭教的東南歐國家。

### 冷戰時的劃分方式

冷戰期間歐洲的政治勢力範圍；中立國家（陰影灰色或淺藍色）被認為非正式地面向西方但未正式與西方結盟

在冷戰的40年裏，東方集團的存在大大簡化了東西歐的定義，屬於東方集團的即東歐，不屬於的即西歐。但到了現代，歷史學家和社會學家普遍認為這種冷戰時代的劃分方式已經過時。
在第二次世界大戰的最後階段，歐洲的未來在1945年的《雅爾塔會議》上由同盟國三巨頭決定，他們是英國首相溫斯頓·丘吉爾、美國總統富蘭克林·羅斯福和蘇聯部長會議主席約瑟夫·斯大林。
戰後歐洲將分為兩個主要領域：受美國影響的西方集團，和受蘇聯影響的東方集團。隨著冷戰的開始，歐洲被一道鐵幕分割為二。“鐵幕”這個詞在第二次世界大戰期間被德國宣傳部長約瑟夫·戈培爾使用，後來在戰爭的最後幾天被Lutz Schwerin von Krosigk伯爵使用；然而，它的使用被英國首相溫斯頓·丘吉爾廣泛推廣，他於1946年3月5日在美國密蘇里州的富爾頓的威斯敏斯特學院發表了著名的“和平的力量”演講：
從波羅的海的斯德丁，到亞得里亞海的的里雅斯特，整個歐洲大陸已經緩緩落下一道鐵幕。在那條線的後面是中歐和東歐古代國家們的首都——華沙、柏林、布拉格、維也納、布達佩斯、貝爾格萊德、布加勒斯特和索非亞。所有這些著名的城市及其週圍的居民都處於蘇聯的勢力範圍之內，並且都以某種形式受到蘇聯的影響，受到來自莫斯科的非常高壓控制。
儘管有些國家在官方上是中立的，但它們是根據其政治和經濟制度的性質進行分類的。這種劃分在很大程度上定義了人們對西歐及其與東歐邊界的普遍看法。
隨著1989年鐵幕的倒塌，世界發生了翻天覆地的變化。西德和平地的吞併了東德，實現了兩德統一，互金會和《華沙條約組織》解散。1991年，蘇聯解體消亡，曾經是蘇聯一部份的國家獲得了完全的獨立。

### 西歐聯盟

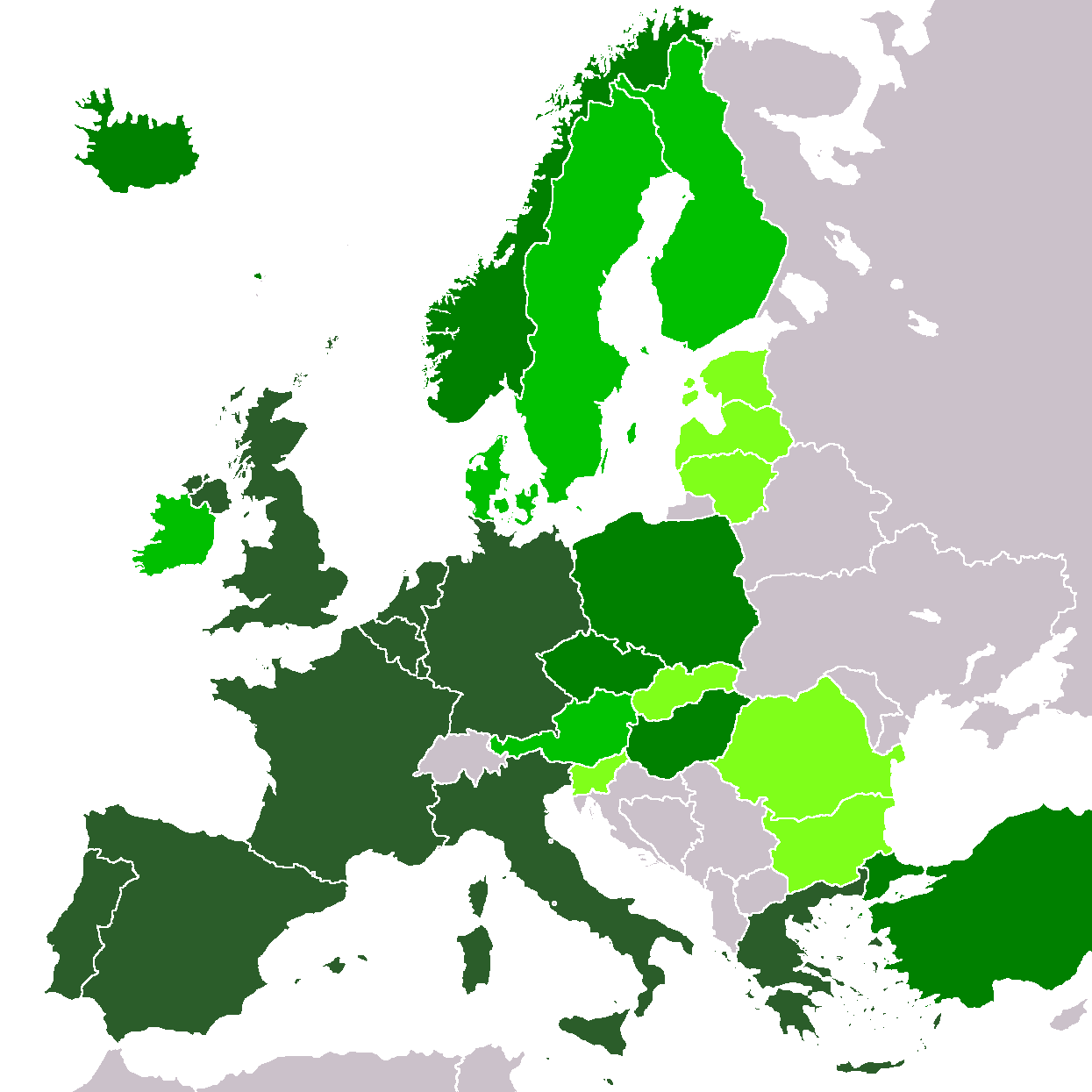
西歐聯盟及其成員國

1948年，比利時、法國、盧森堡、荷蘭和英國簽署了《布魯塞爾條約》，標誌著成立西歐聯盟。在這個聯盟存在的時候，其成員國被視為是純粹的西歐國家。1954年，在西歐聯盟成立的《巴黎會議》上，它被進一步重新討論，西歐聯盟最終於2011年在《里斯本條約》簽訂後宣佈解散，《布魯塞爾條約》在此時終止。西歐聯盟解散時，有10個成員國、6個準成員國、5個觀察員國和7個準夥伴國。

## 地形特点

### 歐洲海岸线曲折
由于大西洋海水深入陆地，许多内海、边缘海和海湾，使歐洲大陆边缘被分割成许多半岛和岛屿，因此，海岸线特别曲折。歐洲主要的半岛，主要的岛屿有不列颠群岛和冰岛，它们都是連接大西洋的國際海路，在地理大發現時期與世界歷史中佔有重要的地位，北海位于不列颠群岛以东，是重要的边缘海。

### 以平原和山地为主
本区地形以平原和山地为主，平原主要分布在法國、荷蘭、比利時一帶，這三個國家雖然擁有較小的面積，但其農業產出尤其是精緻農業卻能夠輸出全世界，尤其以法國為典型的農業先進國代表。無論西歐陸地還是不列顛群島，其平原的部分地区因有古代冰川冰磧物的堆积，因此地形波状起伏，有低缓的波状丘陵；在法國平原更多，在荷比盧地勢低窪的沼澤更多，在英國低矮丘陵更多。地理位置最高處是法國-意大利边境上的勃朗峰海拔4 087米，為本区以及全歐洲最高的山峰，山脉两侧也散布着一些湖泊，它们是很久以前有阿尔卑斯山地冰川作用形成的。

## 氣候
受到西風及北大西洋環流影響，基本屬於温带海洋性气候，使歐洲港口不會結冰。